# Лесли, Дмитрий Егорович
Дми́трий Его́рович Ле́сли (1748—1815) — генерал-майор, шеф 1-го Чугуевского казачьего регулярного полка (1797—1798).

## Биография
Потомок старинного шотландского рода, обосновавшегося в России с середины XVII века. Лесли проживали практически на всей территории Смоленщины. Дмитрию Егоровичу принадлежали земли в Смоленском, Ельнинском, Духовщинском уездах.
Службу он начал в Рославльском драгунском эскадроне (1756). Вахмистр (1757), корнет (1762), затем — прапорщик Смоленского гарнизонного полка. Переведён в Новотроицкий кирасирский полк (1764). Поручик (1769), за Кагульскую баталию произведён в ротмистры (1770). Вышел в отставку майором (1774). Сохранились сведения о том, что в 1779 году он построил в деревне Капыревщина каменный храм во имя Покрова Пресвятой Богородицы.
В 1782 году Дмитрия Егоровича избрали Ельнинским уездным предводителем дворянства (состоял в этой должности до 1784 года). Тогда же он был назначен прокурором Таврической области с чином надворного советника. В 1788 году произведён в подполковники. Во время штурма Измаила (1790) командовал спешенной кавалерийской бригадой (Чугуевский уланский и казачий полки), был начальником штурмовой колонны и был ранен. Награждён орденом св. Георгия 4-й степени, произведён в полковники (1791).
В 1792 году Д. Е. Лесли состоял «приставом приуполномочных турецких до самого заключения мира с Портою Оттоманскою господином действительным тайным советником и кавалером князем Александром Андреевичем Безбородко», а в 1793‑м — «у препровождения с Турецкой границы в Санкт-Петербург турецкого посла вторым приставом, за что получил орден св. Владимира 3‑й степени». Также в 1793 году при втором разделе Польши, «имея на большой дистанции кордон, <…> часть бывшего польского <…> войска уговорил учинить присягу в верности Его Императорского Величества и стать в российской службе».
Генерал‑майор (1797), шеф 1‑го Чугуевского казачьего регулярного полка (1797—1798). Кроме упомянутых, удостоен ещё ордена св. Анны 1-й степени «алмазами украшенного на шее»…
В 1803 году командир Новороссийского 3-го драгунского полка.
В 1812 году вместе с сыновьями Александром, Григорием, Егором и Петром Дмитриевичами и дочерью Варварой Дмитриевной, в замужестве Энгельгардт, сформировали за свой счёт первый в 1812 году отряд народного ополчения. «Дмитрий Егорович выставлял 12 конных, Григорий 16 конных и двух пеших, Петр 19 конных, Александр 20 конных, Егор 20 конных и Варвара Дмитриевна 10 человек конных, так что весь отряд составлялся из 97 конных и двух пеших охотников». Также Елизавета Дмитриевна Апухтина (Лесли) из своего конного завода в имении Иваново под Ельней прислала для ополчения 40 верховых лошадей.
Отряд Лесли под Смоленском вошёл в состав русской армии по распоряжению генерала П. И. Багратиона, а братья Лесли были определены адъютантами при нём. Лесли проявили храбрость и отвагу на Бородинском сражении и получили заслуженные награды: Григорий — орден Св. Владимира 4-й степени, с бантом, а его брат Пётр — Св. Анны 3-й степени.

## Семья
Дмитрий Егорович Лесли был женат дважды: первым браком на Анне Григорьевне Пузыревской (1749—1796). В этом браке родились:
- дочь Варвара Дмитриевна (ок. 1766 — ок. 1813), в замужестве Энгельгардт
- дочь Елизавета Дмитриевна (1781—?), её мужем был инженер-генерал-майор Александр Петрович Апухтин (1775—1844)
- сын Михаил (1776—?)
- сын Александр (1781—1856)
- сын Григорий (1782—?) награждён орденом Св. Владимира 4-й степени
- сын Егор (1783 — до 1865)
- сын Пётр (1785 — ок. 1870) по окончании военной кампании 1812 года, был Смоленским уездным предводителем дворянства, исполнял и должность губернского предводителя[5].

Второй раз женился на дворянской дочери Алексаенлре Макаровне Пузыревской.
- дочь Софья, в замужестве поручица Кубасова[4].